# Estación de Saint-Philippe du Roule
Saint-Philippe du Roule es una estación de línea 9 del metro de París, situada en el VIII distrito de la ciudad.

## Historia
La estación fue inaugurada el 27 de mayo de 1923.
Debe su nombre a la cercana iglesia de Saint-Philippe-du-Roule concluida en 1784.  

## Descripción
Se compone de dos vías y de dos andenes laterales de 75 metros de longitud.
Está diseñada en bóveda elíptica revestida completamente de los clásicos azulejos blancos biselados del metro parisino, con la única excepción del zócalo que es de color marrón. Los paneles publicitarios emplean un fino marco dorado con adornos en la parte superior. 
La iluminación es de estilo Motte y se realiza con lámparas resguardadas en estructuras rectangulares de color naranja que sobrevuelan la totalidad de los andenes no muy lejos de las vías.
La señalización por su parte usa la tipografía CMP donde el nombre de la estación aparece sobre un fondo de azulejos azules en letras blancas. Por último los asientos, que también son de estilo Motte, combinan una larga y estrecha hilera de cemento revestida de azulejos naranja que sirve de banco improvisado con algunos asientos individualizados del mismo color que se sitúan sobre dicha estructura.